# نيلس أوقست جوهانسون
نيلس أوقست جوهانسون (بالإنجليزية: Nils August Johanson)‏ هو جراح أمريكي وسويدي، ولد في 1872 في لوند في السويد، وتوفي في 7 مارس 1946 في سياتل في الولايات المتحدة.